# آریا برانکا
آریا برانکا (به پرتغالی: Areia Branca, Rio Grande do Norte) یکی از شهرستان های برزیل است که در ریو گرانده شمالی واقع شده‌است.